# Résistance de Nder
Pour les articles homonymes, voir Nder.
La résistance de Nder, connue aussi sous le terme de résistance des femmes de Nder ou mardi de Nder (talaata i Nder en wolof), est un épisode marquant de la lutte contre l’esclavage dans l'histoire du Sénégal. 
Le mardi 7 mars 1820,, les populations de la cité de Nder, capitale du royaume prospère du Waalo, ont opposé une résistance opiniâtre à un raid esclavagiste maure, et où participait la tribu vassale des Trarzas, venus du nord du fleuve Sénégal et conduits par le chef Amar Ould Mokhtar. Cet épisode est connu dans l'historiographie par son issue dramatique et la conduite héroïque des habitants qui se sont sacrifiés plutôt que d'être capturés et réduits en esclavage.

## Contexte
Le Waalo subit de nombreux raids maures, venus du nord du fleuve Sénégal, au début du XIXe siècle. La capitale Waalo est même déplacée de Jurbel à Nder plus au sud. Cette traite constitue un phénomène ancien, réactivée à cette époque par les maures qui craignent que le Waalo ne bascule dans la sphère d'influence européenne, basés à Saint Louis du Sénégal et dont le traité de Ndiaw entre la France et le royaume Waalo, signé le 8 mai 1819, est un important catalyseur. Selon les dires de l'historien et traditionaliste waalo Amadou Bakhaw Diaw:
« Pour l’Almamy du Fouta la construction d’un fort militaire au village de Dagana était un casus belli. De cette place forte de Dagana, les Français avaient la possibilité d’attaquer le Fouta. L’almamy envoya une correspondance au Brack lui demandant de rompre le Traité avec les infidèles français sous peine de lui déclarer la guerre et lui rappelant que le village de Dagana était une possession du Fouta. Fort de la nouvelle alliance militaire de la France le Walo refusa également de payer la coutume annuelle de 100 bœufs qu’il payait à l’Emirat maure du Trarza afin d’éviter à sa populations des razzias. ». 
Dans ce contexte, les raids de tribus maures, notamment de l'émirat du Trarza se multiplient. Ces tribus tirent des revenus du commerce d'esclaves qui, capturés dans la région, sont revendus à des familles aisées en Afrique du Nord,.
Le 21 Septembre 1819 avec la complicité du saint-louisien Pellegrin les troupes de l’Emir du Trarza Amar Ould Moctar attaquèrent par surprise le village de Thiaggar ou le Brack Amar Fatim Borso Mbodj tenait un conseil du trône. Lors de cette attaque, appelée en wolof « Mbettoum Thiaggar », le Brack fut blessé. L'épisode de Nder survient alors que le Brack est à Saint Louis du Sénégal avec une bonne partie de ses troupes pour être soigné à la suite de blessures survenues lors du raid du 21 septembre,, et que sa femme, la Linguère Fatim Yamar Mbodj gouverne le royaume à sa place.

## Déroulement
Le troupes maures et leurs alliés Toucouleurs attaquent la ville en ce jour de mars 1820 alors que la plupart des hommes sont alors dans les champs et, qu'il ne reste dans le village fortifié qu'une majorité de femmes et d'enfants. Les assaillants maures sont assez rapidement aperçus avec leur chef Amar Ould Mokhtar et l'alerte est rapidement donnée. Les femmes de Nder décident alors d'organiser la défense de leur village avec la poignée de soldats restés sur place, en s'emparant notamment des armes et des vêtements de leurs maris pour faire croire à un plus grand nombre de défenseurs, et en envoyant leurs enfants se cacher dans les champs de mil aux alentours.

Les femmes parviennent à repousser un premier assaut des maures, mais au prix de lourdes pertes car le combat est fortement inégal. Le chef maure ayant prévu un autre assaut et la lutte était déjà perdue d'avance: les hommes avaient tous péri et le messager qui s’était précipité à la recherche de secours, arriverait sûrement trop tard. C’est alors que la voix de Mbarka Dia, confidente de la Linguère s'éleva: 
Femmes de Nder ! Dignes filles du Walo ! Redressez-vous et renouez vos pagnes ! Préparons-nous à mourir ! Femmes de Nder, devons nous toujours reculer devant les envahisseurs ? Nos hommes sont loin, ils n’entendent pas nos cris. Nos enfants sont en sûreté. Allah le tout puissant saura les préserver. Mais nous, pauvres femmes, que pouvons-nous contre ces ennemis sans pitié qui ne tarderont pas à reprendre l’attaque? Où pourrions-nous nous cacher sans qu’ils nous découvrent? Nous serons capturées comme le furent nos mères et nos grands-mères avant nous. Nous serons traînées de l’autre côté du fleuve et vendues comme esclaves. Est-ce là un sort digne de nous?[réf. non conforme]
Il fut décidé d'un suicide collectif. Les femmes de Nder s’entassèrent alors dans la case principale, Mbarka Dia ferma la porte et, d’un geste précis, elle enflamma une torche et, la lança contre l’une des façades de branchages. Seule une femme enceinte s'échappa par instinct maternel de la case en flammes. La Linguère et ses compagnes préfèrent ainsi s'immoler dans leur village plutôt que d'être faites esclaves ou captives par l'ennemi et faire face au déshonneur,. Afin de perpétuer sa lignée, Fatim Yamar décide de faire échapper ses deux filles de 12 et 10 ans, Djeumbeut et Ndaté Yalla. Éduquées en guerrières, les deux filles dirigeront plus tard le royaume.

## Hommages

### La commémoration du «Talata Nder»
A partir de ce jour, s’instaura dans le village de Nder un rite, connu sous le nom de « Talata Nder » ou mardi de Nder en wolof, pour honorer la mémoire de ces héroïnes. Chaque année, un mardi du mois de novembre, et pendant de longues heures, les habitants de Nder restent enfermés à l’intérieur de leurs maisons pour prier et rendre hommage au sacrifice des femmes de Nder.

### Hommages
- L'artiste Lune Diagne organisa en novembre 2022 une exposition intitulée Talataay Nder.
- Lors de la commémoration du bicentenaire, un musée fut ouvert à Nder[11].